# Nikołajewka (Żydowski Obwód Autonomiczny)
Nikołajewka (ros. Николаевка) – osiedle typu miejskiego w Rosji, w Żydowskim Obwodzie Autonomicznym, w rejonie smidowickim. W 2010 liczyło 7912 mieszkańców.